# Mitică Bălăeț
Mitică Bălăeț (n. 8 noiembrie 1935, Crasna, jud. Gorj) este un fost deputat român în legislaturile 1992-1996, 1996-2000 și 2000-2004, ales în județul Gorj. Mitică Bălăeț este doctor în filologie și lector iar din 1996 este membru în PRM. Mitică Bălăeț a fost membru PSM până în septembrie 1996, iar atunci a devenit membru PRM. În legislatura 1996-2000, Mitică Bălăeț a fost membru în grupurile parlamentare de prietenie cu Franța și Albania. În legislatura 2000-2004, Mitică Bălăeț a fost membru în grupurile parlamentare de prietenie cu UNESCO și Republica Slovenia.       